# Sechestrați fără voie
Sechestrați fără voie este un film românesc din 2017 regizat de Tudor Botezatu. Rolurile principale au fost interpretate de actorii Dan Condurache, Virgil Aioanei, Cosmin Seleși.

## Distribuție
Distribuția filmului este alcătuită din:
- Eduard Ciobănescu
- Vali Bărbulescu
- Virgil Aioanei
- Elias Ferkin
- Lia Sinchevici
- Ana Ularu
- Rareș Lucaci
- Maria Mitu
- Macanache
- Victor Țăpeanu
- Bogdan Fanariu
- Virgil Aioanei
- Dan Condurache
- Silva Helena Schmidt
- Bogdan Movileanu
- Bogdan Costea
- Emanuel Lăzărescu
- Andrei Ciopec
- Cosmin Seleși
- Cristina Mihăilescu
- Coca Bloos
- Rareș Popescu
- Cristi Mărculescu
- Robert Radoveneanu
- Antonia Anton